# الكسندر بوبوف (لاعب كرة طائرة)
الكسندر بوبوف (5 أبريل 1972 في بلغاريا - ) (بالبلغارية: Александър Попов)‏ هو مدرب كرة الطائرة ولاعب كرة طائرة بلغاريا.